# Ulica Sandomierska w Tarnobrzegu
Ulica Sandomierska w Tarnobrzegu – jedna z najstarszych ulic w Tarnobrzegu. Łączy ona dawny Rynek Miejski z Zamkiem Dzikowskim. Nazwa ulicy związana jest z Sandomierzem – była początkiem trasy w kierunku północnym.